# انهات (پنسیلوانیا)
انهات (به انگلیسی: Enhaut) یک منطقهٔ مسکونی در ایالات متحده آمریکا است که در Dauphin County واقع شده‌است. انهات ۰٫۶۰ کیلومتر مربع مساحت و ۱٬۰۰۷ نفر جمعیت دارد و ۱۴۹٫۳۵ متر بالاتر از سطح دریا واقع شده‌است.